# بسبي بيركلي
بسبي بيركلي (بالإنجليزية: Busby Berkeley)‏ (و. 1895 – 1976 م) هو مخرج أفلام، ومصمم رقص، وممثل أمريكي، ولد في لوس أنجلوس، توفي في بالم سبرينغس، عن عمر يناهز 81 عاماً.

## وصلات خارجية
- بسبي بيركلي على موقع IMDb (الإنجليزية)
- بسبي بيركلي على موقع الموسوعة البريطانية (الإنجليزية)
- بسبي بيركلي على موقع روتن توميتوز (الإنجليزية)
- بسبي بيركلي على موقع ألو سيني (الفرنسية)
- بسبي بيركلي على موقع ميوزك برينز (الإنجليزية)
- بسبي بيركلي على موقع تيرنر كلاسيك موفيز (الإنجليزية)
- بسبي بيركلي على موقع أول موفي (الإنجليزية)
- بسبي بيركلي على موقع قاعدة بيانات برودواي على الإنترنت (الإنجليزية)
- بسبي بيركلي على موقع قاعدة بيانات الأفلام السويدية (السويدية)
- بسبي بيركلي على موقع إن إن دي بي (الإنجليزية)